# Geoffrey Nelson
Geoffrey Nelson, né à Chorlton-cum-Hardy le 30 octobre 1893 et mort à Avon (Seine-et-Marne) le 15 décembre 1943, est un peintre anglais, actif en Bretagne depuis les années 1930 et jusqu'à sa mort.

## Biographie

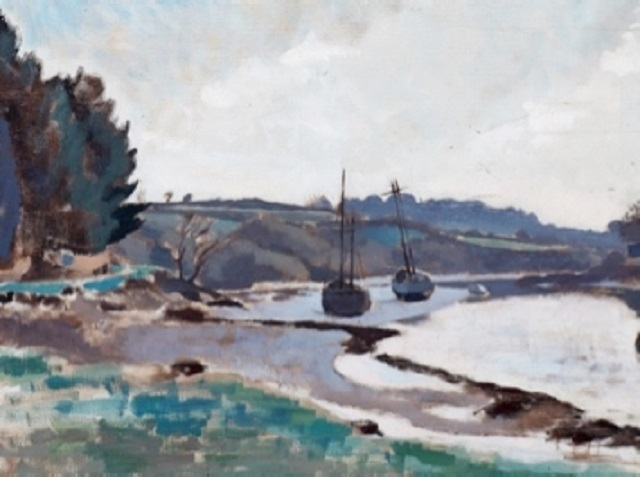
Le port de Pont-Aven (vers 1940), musée des beaux-arts de Pont-Aven.

Geoffrey Nelson a étudié à la Slade School of Art à Londres, puis a exposé ses peintures au New English Art Club (1914- 1915) et à la Royal Academy en 1931. À partir des années 1930, il séjourne fréquemment à l'hôtel de la Poste à Pont-Aven (devenant un ami de sa propriétaire, Julie Corelleau), peignant des paysages des régions de Pont-Aven et de Concarneau. Avec Mary et William Scott, il fonde en mai 1939 The Pont-Aven School of Paintin, une sorte de nouvelle École de Pont-Aven, mais son existence est brève en raison du déclenchement de la Seconde Guerre mondiale. Geoffrey Nelson est interné par les nazis dans différents camps, avant de mourir à Paris en 1943.

## Œuvres
- Vieux Cagnes (1927, huile sur toile, Laing Art Gallery)[4]
- The south of France (1928, huile sur toile, The Potteries Museum & Art Gallery)[5]
- Café on the Boulevard (Café du Soleil, Martigues) (1928, huile sur toile, The Courtauld Gallery)[6]
- The Churh, Port-Vendres (L'église, Port-Vendres) (1929, huile sur toile, Manchester City Galleries)[7]
- Cette : le quai de Bose (huile sur toile, Atkinson Art Gallery Collection)[8]
- Le port de Pont-Aven (huile sur toile, vers 1940, musée des beaux-arts de Pont-Aven)
- Cumberland Market (huile sur toile, Ferens Art Gallery)[9]